# Rex Everhart
Rex Everhart, nome alternativo di Rex Everhardt (Watseka, 13 giugno 1920 – Branford, 13 marzo 2000), è stato un attore e doppiatore statunitense.

## Biografia
Nel 1960 si è sposato con Claire Richard con cui è rimasto fino alla morte. Hanno avuto una figlia, Degan. Ha recitato in numerosi musical tra cui Anything Goes, Chicago, 1776, Woman of the Year e Working, per cui è stato candidato al Tony Award al miglior attore non protagonista in un musical nel 1978.
È morto nel 2000, a 79 anni, per un cancro ai polmoni.

## Filmografia parziale

### Cinema
- Il sadico (Who Killed Teddy Bear), regia di Joseph Cates (1965)
- Squadra speciale  (The Seven-Ups),  regia di Philip D'Antoni (1973)
- Uppercut (Matilda), regia di Daniel Mann (1978)
- Superman, regia di Richard Donner (1978)
- Venerdì 13 (Friday the 13th), regia di Sean Cunningham (1980)
- I delitti del rosario (The Rosary Murders), regia di Fred Walton (1987)
- Sono affari di famiglia (Family Business), regia di Sidney Lumet (1989)
- La bella e la bestia (Beauty and the Beast) (1991) - voce

### Televisione
- ABC Stage 67 – serie TV, episodio 1x01 (1966)